# 史燿
史燿（1256年—1305年3月11日），字焕卿，永清（今河北永清县）人，元朝政治人物。史天泽之孙，史权之子。
至元六年（1269年），跟随叔父亳州万户史格攻打南宋，史格收养他为己子，于是跟随史格围攻襄阳，克鄂州，升为千户长。又跟随史格攻克静江，定广西、广东州县，以战功授任为静州路同知，转任潭州路治中，进升为广东、浙东宣慰副使，镇压少数族和多起反元起事。至元二十八年（1291年），承袭史格担任邓州万户。不久将万户让给史格的嫡子史荣，改任福建行省平章政事，筹划攻打占城。元成宗元贞元年（1295年），改江浙行省右丞。大德元年（1297），转任江西行省左丞，转任湖广行省左丞，不久，再任江西行省左丞。大德七年（1303年）为大司农，大德九年（1305年）在官任上去世。其子瑞州总管史壎。